# Sancho II de Portugal
Sancho II (Coimbra, 8 de setembro de 1209 – Toledo, 4 de janeiro de 1248), apelidado de "o Capelo" e "o Piedoso", Rei de Portugal de 1223 até à sua morte, em 1248. Era o filho mais velho do rei Afonso II e sua esposa Urraca de Castela.

## Vida

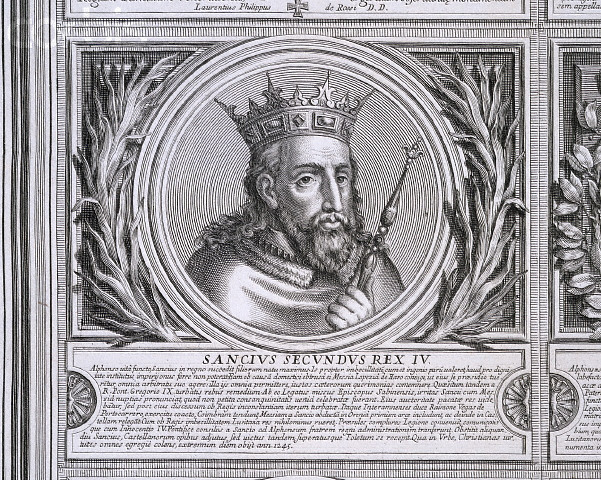
Sancho II

Sancho II viria a chefiar um reino que atravessava uma profunda crise económica que já se tinha feito sentir nos tempos do seu avô Sancho I, devido a uma série de factores conjunturais e locais, como as más colheitas e consequente subida de preços e fome, ou a escassez dos frutos de pilhagens e saques a potências inimigas nos últimos anos do seu reinado. Daí que em 1210 tenhamos registo de Sancho I, juntamente com Vasco Mendes, terem recorrido à pilhagem da quinta de um dos seus próprios paisanos, Lourenço Fernandes da Cunha, para enriquecer os cofres reais. Esta acção não parece ter sido isolada, e virá a repetir-se, seguindo o exemplo real.
Neste ano conturbado crê-se ter nascido Sancho II, provavelmente entre os dois últimos meses. O jovem Sancho esteve, pelo menos durante esses primeiros anos do reinado de Afonso, debaixo da tutelagem dos seus vassalos Martim Fernandes de Riba de Vizela e Estevainha Soares da Silva, casal nobre ligado por parentesco aos Sousa e aos de Lanhoso. Martim tinha sido alferes do rei em 1203, posição que manterá até à morte deste, para subir, com Afonso II, ao mordomado, no mesmo ano em que este assume a Coroa. Parece contudo morrer em 1212, deixando Sancho, que não podia ter mais de 2 anos, a cargo de sua mulher Estevainha. Em 1213, através de uma doação feita por Estevainha a um mosteiro, sabemos que o jovem Sancho se encontrava doente. Embora não se saiba ao certo, é provável que Sancho tenha sido criado em Coimbra e na região do Entre Douro e Minho, e que sua ama tenha sido Teresa Martins, filha de Estevainha.
No verão de 1222, Afonso II já não confirma os diplomas por sua mão, uma manifestação inequívoca de incapacidade, e Sancho, o infante herdeiro, estava ainda a um ou dois anos da maioridade. Numa perspectiva destas, o futuro do reino português era, a um ano da coroação de Sancho II, incerto, pelo menos o da linha de Afonso II. Façamos referência ainda a Martim e Pedro Sanches: Martim era filho bastardo de Sancho I e meio-irmão de Pedro e do rei Afonso II. Pedro era irmão mais novo do rei Afonso II. Martim tinha feito uma investida militar contra Braga e Guimarães, desbaratando a hoste real em 1220 e assim dando o exemplo para que, em Junho de 1222, Afonso IX de Leão tomasse o castelo de Santo Estêvão de Chaves, Pedro foi promovido ilimitadamente na corte leonesa aquando da morte do seu irmão Afonso II. 
Ambos foram revestidos de tenências de terras muito perto das fronteiras portuguesas, e ambos representaram uma ameaça permanente nesta conjuntura para a sobrevivência independente do então ainda jovem reino português.

## Reinado

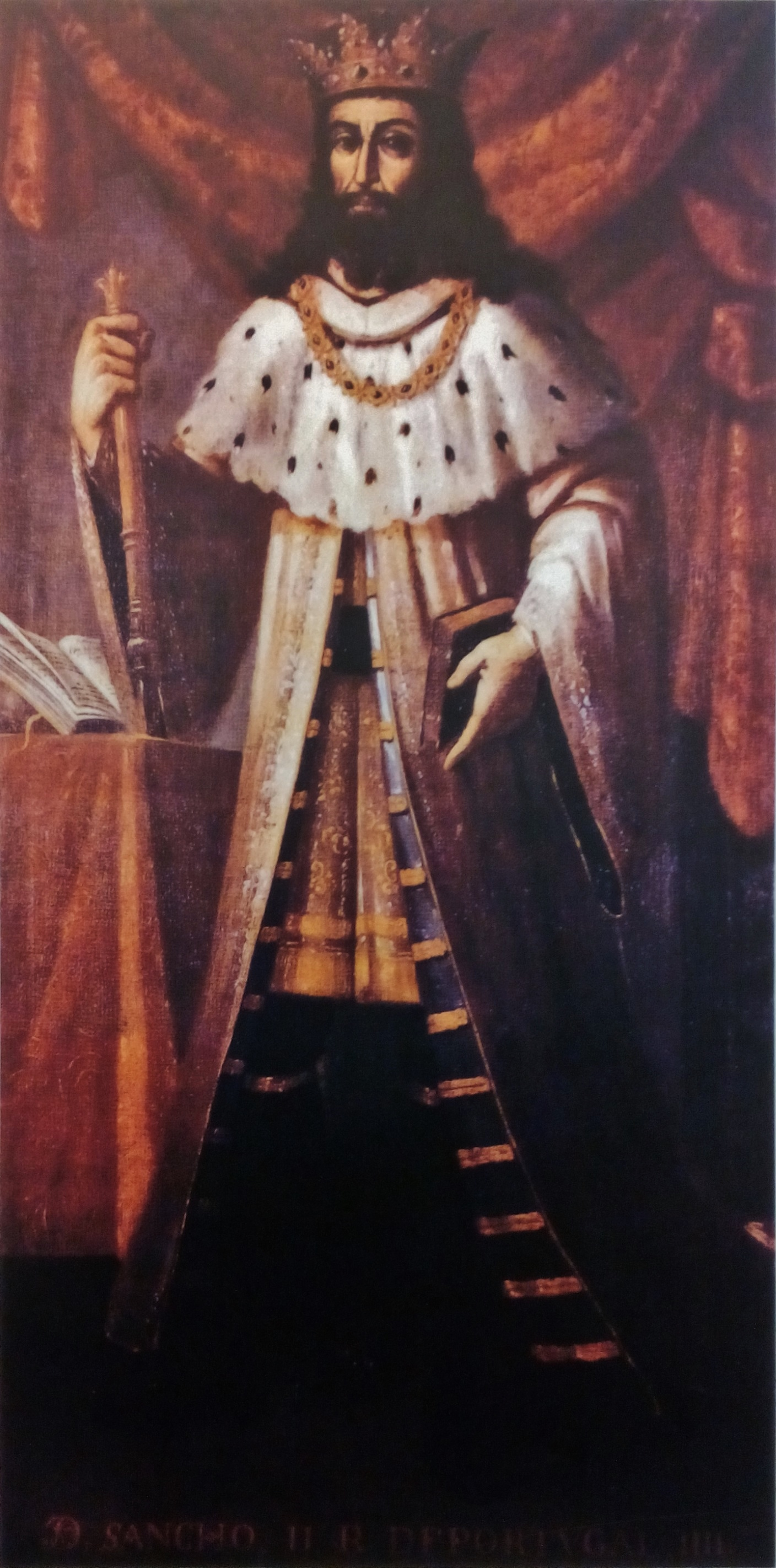
Retrato de D. Sancho II (1718), por Henrique Ferreira, na Série Régia do Mosteiro dos Jerónimos (Centro Cultural Casapiano)

D. Sancho II é coroado na Primavera de 1223, seu pai D. Afonso II tendo morrido excomungado pelo Papa Honório III. Começava já com o pé esquerdo, visto que era filho de um casamento que ia contra a lei canónica — Afonso II e Urraca de Castela, pois eram primos, em 5.º grau canónico — e que era menor, não tendo ainda atingido os catorze anos e possivelmente os treze. H. Fernandes argumenta que o facto de nenhum tutor ter sido seleccionado para participar, assinando, dos documentos saídos da chancelaria de Sancho II durante a sua menoridade, e de se observar a ausência de um ritual de passagem como a investidura na cavalaria que marca a entrada de Afonso VIII na posse real do reino de Castela, viriam a ajudar o argumento a favor da sua deposição.
Outra linha de argumento, utilizada por exemplo por Honório III em correspondência com o monarca, leva em consideração a idade tenra e primeira adolescência de Sancho II e realça o papel corruptor dos seus conselheiros régios. Tornar-se-á um dispositivo recorrente nos discursos sobre Sancho produzidos, muito para além dos primeiros anos do seu reinado. Tanto um artifício como o outro visam desculpabilizá-lo, ou simplesmente fazê-lo sobressair como fraco e incapaz de reinar.

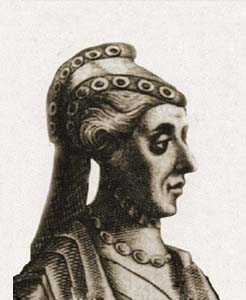
A rainha Mécia.

Em 1241, Sancho casa com Mécia Lopes de Haro, sendo ela trineta de Afonso Henriques.
O rei Sancho II herdou dos reinados anteriores algumas querelas com a Igreja. Foi um período conturbado de quase anarquia que levou o papa a intervir e a pedir ao irmão de Sancho, Afonso, conde de Bolonha, para reinar em Portugal.

### Reconquista
Contrariamente ao que durante muito tempo a historiografia tradicional portuguesa se esforçou por indicar, Sancho II não era um capaz chefe militar, e tampouco participou de forma activa das conquistas que se deram ao longo do Guadiana a partir do ano de 1230. O castelo de Elvas aparenta ter sido tomado "pela graça do salvador", portanto sem a intervenção de Sancho, ocupado quase que por sorte, sem confronto militar. Este padrão repetir-se-á, por exemplo, com Beja.
De certa forma, a reconquista é impulsionada pelo Papa Gregório IX, que, em 1232, concede a Sancho que não pode ser excomungado sem mandado especial da Santa Sé, desde que persista na guerra contra os sarracenos, e que portanto nenhum dos seus bispos o possa excluir da comunidade cristã. Estas absolvições continuaram, vendo-se em Junho de 1233 uma por violências cometidas por Sancho sobre clérigos "com a sua mão e com um bastão".
Embora várias cidades no Algarve e no Alentejo tenham sido conquistadas durante o reinado de Sancho II, este trabalho é protagonizado quase exclusivamente pelas Ordens Militares, como a Ordem de Santiago, que recebeu como pagamento dos serviços prestados diversas povoações, tais como Aljustrel, Sesimbra, Aljafar de Pena, Mértola, Aiamonte e Tavira, facto que porá Sancho cada vez mais dependente delas. Concentra-se em utilizá-las também para povoar as regiões desertas, outra missão pontifícia, doando-lhes terras e castelos à medida que vão conquistando. Foram emitidas, em 1234 e 1241, bulas papais de Cruzada para o reino de Portugal.

## Conflitos

### Infantas, Tias de Sancho II
Filhas e herdeiras de considerável feudo territorial de Sancho I, seu pai, estas tinham em Teresa, antiga rainha de Leão, um líder incontestado, visto que parecia querer assumir, tal como a sua rival Berengária, papel nuclear na política do Ocidente peninsular. As raízes do conflito remontam ao primeiro testamento de Sancho I, redigido em 1188, que disponibilizava os castelos de Alenquer, Montemor, Viseu, Guimarães e Santa Maria para a sua mulher D. Dulce e para as suas filhas e deixava à sua filha maior D. Teresa o castelo de Montemor e Cabanões, e à mais nova, Sancha, Bouças, Vila do Conde e Fão. Há um detalhe que se revela logo de início capaz de semear a discórdia: a concessão hereditária feita a Teresa, de 12 anos, e Sancha, de 8. 
Parece residir aqui um dos pomos fomentadores da discórdia entre o herdeiro Afonso e suas irmãs, na medida em que colocava nas mãos de Teresa e de Sancha um feudo territorial de consideráveis dimensões, correspondendo aos territórios dos Castelos. No seu segundo e último testamento, Sancho reforça estas dotações prévias, Teresa ficando na posse de Montemor e Esgueira, Sancha de Alenquer, Mafalda dos mosteiros de Bouças e de Arouca e da herdade de Seia que havia sido de sua mãe.
Logo nos primeiros meses do seu precoce reinado, em 1223, o jovem Sancho assina acordo com as tias para resolver esta querela, dando-lhes tudo aquilo que Afonso II não lhes quisera reconhecer, sobretudo os castelos, conseguindo também a inclusão de Branca, não contemplada no testamento de Sancho I, com bens imóveis, e agora transformada em herdeira de Teresa na parcela de Montemor e Esgueira. Vão somar ainda à posse dos castelos às infantas Teresa e Sancha a muito elevada quantia de 4 000 morabitinos anuais, a pagar sobre os direitos de Torres Vedras que entre si devem dividir. 
Ficam assim com a totalidade das rendas de outro dos centros urbanos mais significativos da Estremadura, contribuindo para cimentar a sua influência numa área onde a penetração senhorial era reduzida e que tradicionalmente fazia parte do domínio directo do rei. Crê-se que tanto este acordo como o celebrado pouco tempo depois com o Arcebispo de Braga Estêvão Soares já tivessem sido planeados nos tempos finais de Afonso II, mas que, talvez devido à doença destruidora deste, se tinham posto de parte, aguardando sua morte.
Sancho II terá possivelmente planeado uma ofensiva com o objectivo de retomar estes castelos em 1231.

### Com a Igreja

#### D. Martinho Rodrigues, Bispo do Porto

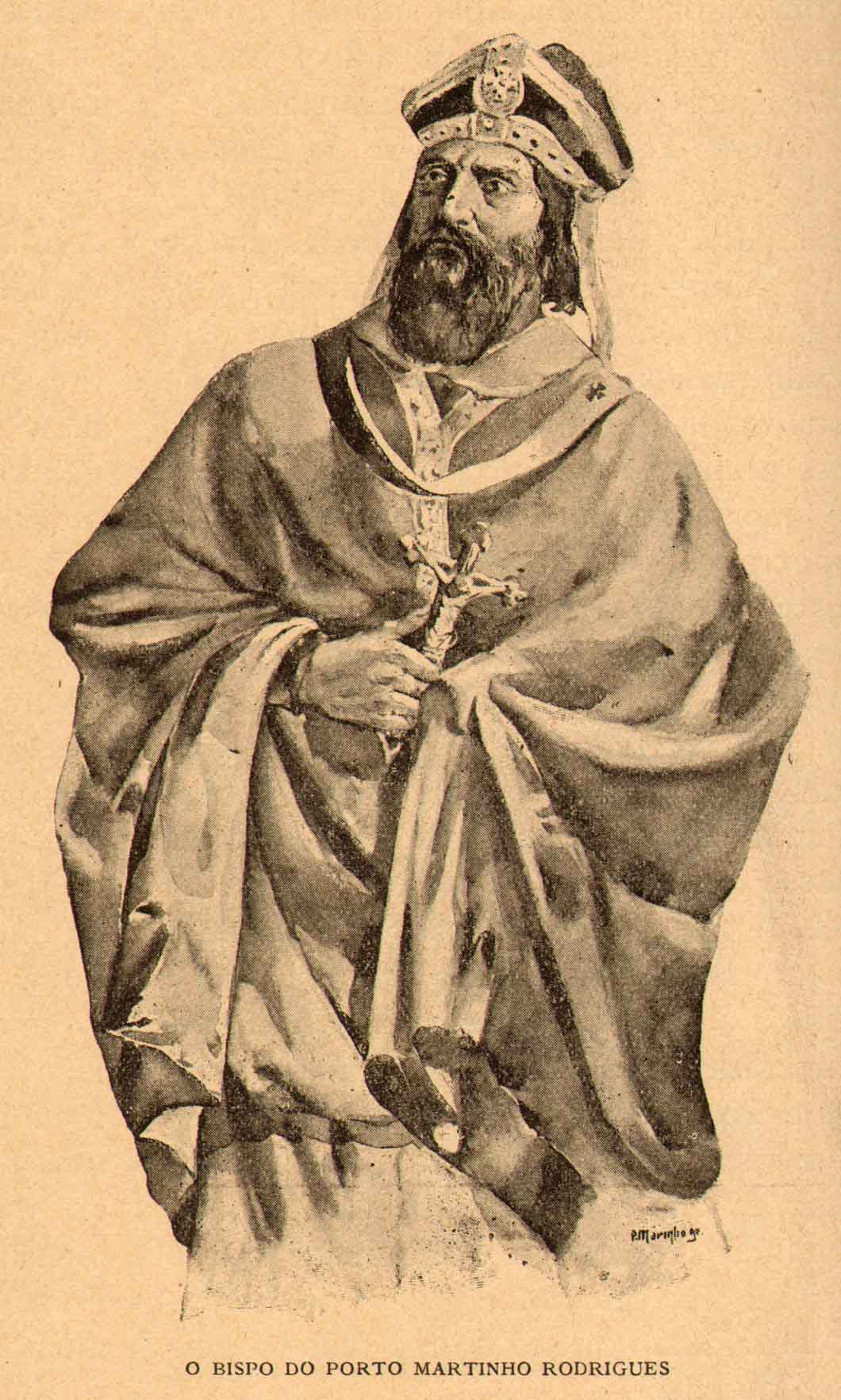
Martinho Rodrigues, em desenho de Alfredo Roque Gameiro

O rei Sancho I, avô paterno de Sancho II, teve dissensões com o Bispo do Porto por ter interferido nas graves fracturas que afectavam a relação do bispo com os seus cónegos e com a elite da cidade. Assim é então que na Primavera de 1210 o Papa Inocêncio III troca correspondência com D. Martinho Rodrigues, tratando as graves opressões e enormes injúrias perpetradas sobre ele e os seus homens bem como alguns cónegos que lhe tinham permanecido fiéis. A razão destes desacordos aparenta ter sido o facto de Rodrigues não ter aceitado a proposta de Sancho de promover a entrada solene e processional na cidade em benefício de seu filho Afonso, porque o casamento deste com Urraca era ilícito face à lei canónica, que nesta altura ainda restringia os casamentos até ao sétimo grau de parentesco. 
A reacção de D. Sancho I fora uma de violência formal ritualizada, nas palavras de Hermenegildo Fernandes, visto que foram destruídas as casas dos cónegos fiéis ao bispo, forçadas as fechaduras das portas da Igreja, invadido o espaço sagrado por indivíduos excomungados, sepultos os corpos mortos em interdito. Como se isso não bastasse, D. Martinho Rodrigues foi ainda enclausurado com o seu deão no paço episcopal durante cinco meses, de onde sairá, numa fuga nocturna com destino a Roma, evitando assim a composição que D. Sancho I o queria compelir a subscrever, mas pondo em risco os seus bens, confiscados pelo porteiro régio para seu uso pessoal e do rei. Aqui encontramos a génese dos problemas que Sancho II virá a ter com Rodrigues, criados no tempo do avô. Afonso II também teve conflitos com a Igreja.
Nos anos de 1226, 1227 e 1228 a hostilidade entre rei e bispo agudiza-se, visto que falhara a hipótese de expansão para o interior (Elvas) e o rei voltava-se para os centros urbanos e portuários do litoral. Para além de Braga, o Porto, por concessão de D. Teresa, trisavó de Sancho II, era o único centro urbano com alguma relevância no reino que não tinha o rei por senhor. Enquanto se manteve, esta situação provocou um prolongado conflito entre os cidadãos e o seu bispo.
O que estava em causa era a jurisdição do Porto e algumas das rendas e direitos do bispo na sua diocese. Ao ignorar a doação feita pela sua trisavó, Sancho II procurava apropriar-se de um senhorio e aumentar o domínio real, ampliando a massa colectável. Em jogo estava também o controle dos benefícios eclesiásticos e o incumprimento da doação das dízimas por D. Afonso II às Igrejas do Reino.
Acusações parecidas podem ser verificadas no caso de Lisboa, quando paróquias vagavam por morte do prior o rei entregava-as a laicos inúteis, estranhos e desconhecidos que não querem receber ordens do presbítero e que nesse sentido ficam aquém das imposições canónicas.
Segundo Hermenegildo  Fernandes o sistema clientela estava em causa, estando o direito de apresentar os clérigos no centro das práticas de distribuição de benesses em que este se apoiava, neste caso vendo-se a pressão do rei não como incidindo directamente sobre os rendimentos das igrejas mas sobre o direito de dispor deles a favor dos seus homens em detrimento do bispo. Em 1233 há novas queixas.

#### D. Estêvão Soares da Silva, Arcebispo de Braga

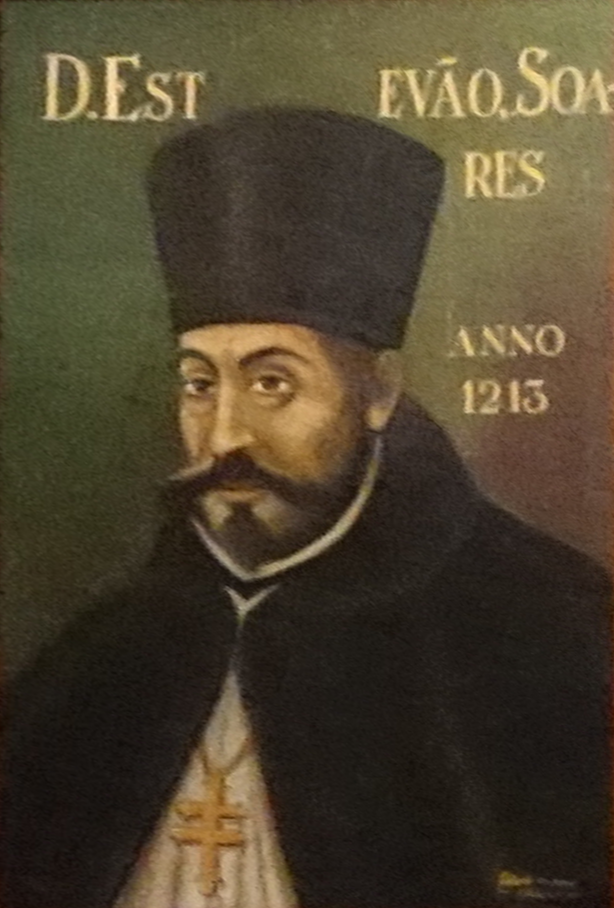
D. Estêvão Soares da Silva, Arcebispo de Braga

Estêvão Soares da Silva era um dos mais poderosos metropolitas da Hispânia Ocidental, o mais importante dos bispos portugueses. Os conflitos da Coroa com este clérigo remontam ao ano de 1219, ainda durante o reinado de Afonso II. Em Agosto de 1220 Afonso II promove no território do arcebispado a primeira de numerosas inquirições que o século XIII verá, atingindo o arcebispo assim no coração da sua área de influência. Este processo visava robustecer os direitos reais, principalmente no Norte arqui-episcopal, segmento do reino que o rei Afonso pior controla e que há quase dois séculos era palco de um processo senhorializador, usufruindo de benefícios como isenções fiscais. 
Assiste-se então a uma violenta disputa, que envolve a destruição dos bens do arcebispo perpetrada pelos cavaleiros de Coimbra e de Guimarães, vassalos do rei e que forçará Estêvão Soares ao exílio, lançando o rei na excomunhão e o reino em interdito. O Papa Honório III pede ajuda ao rei de Leão, Afonso IX, tendo já enviado uma série de missivas a prelados desse reino e do de Castela, para conseguir apoio em favor de Estêvão Soares. Nota-se, nas palavras de H. Fernandes, que a lisonja utilizada em referência ao monarca Leonês serve evidentes desígnios políticos papais, deixando a pairar a legitimidade ou pelo menos a promessa de um silêncio cúmplice por parte do pontífice, no caso de uma intervenção leonesa em território português. Ameaça ainda Afonso II de invalidar o seu reino, tornando-o assim vulnerável a conquistas por outros reis católicos.
De facto, com o acordo assinado em mês incerto de 1223, Sancho fizera a paz com Estêvão Soares, tanto mais que este não defende o Bispo do Porto na sua contenda com o mesmo, e deixa ainda, em testemunho em 1228, 1 000 morabitinos ao rei, que este ainda lhe devia dos 6 000 que se obrigara a pagar no acordo de cinco anos anterior.

#### D. Soeiro Viegas, Bispo de Lisboa
Um dos principais responsáveis pelo cerco de Alcácer do Sal, D. Soeiro já tinha contenda com Afonso II. As razões, segundo os diplomas papais, são a apropriação do direito de padroado, o que lhe permitira colocar nos benefícios eclesiásticos indivíduos da sua clientela; proibição do bispo construir mosteiros, igrejas e capelas, provavelmente para impedir a proliferação de instituições que escapassem a esse mesmo direito padroado régio; desprezo pela autoridade da Igreja para ministrar sacramentos, ignorando as excomunhões já lançadas e intervindo junto dos habitantes de Santarém, a outra grande cidade do bispado, para que não se fizessem absolver; violação das imunidades eclesiásticas, obrigando os clérigos a pagar direitos - vacas, porcos, carneiros - ignorando o foro judicial e eclesiástico, coagindo-os ao serviço militar, de hoste, aos encargos de manutenção das torres, muralhas e guarda delas, assaltando-lhes enfim as casas, sob o pretexto de procurar aí mulheres, barregãs, costume interdito pela ordenação régia; por último acusando o rei de ignorar ostensivamente as determinações do IV Concílio de Latrão que segregava social e fisicamente os judeus, minoria que o monarca, Afonso II e, na sua esteira, Sancho II, continuava a privilegiar, protegendo-os da prática do uso dos sinais distintivos e do interdito de os cristãos comerciarem com eles, perseguindo por isso o bispo a quem negava a dízima e preferindo os judeus aos cristãos nos ofícios régios. Infamante entre todas, a utilização dos serviços de judeus e mouros como autores materiais dos ataques contra a Igreja. Segundo H. Fernandes estas queixas são quase padronizadas: como o próprio papa reconhece, a situação sendo similar à que opusera poucos anos antes o arcebispo de Braga Estêvão Soares a Afonso II.
Dois anos antes, em Março de 1222, Honório III entendera por bem escrever aos priores dos dominicanos, franciscanos e da Ordem de Santiago na diocese de Lisboa, dando-lhes plenos poderes para que usassem da sua discrição e entendimento para pôr cobro aos abusos do bispo olisiponense Soeiro Viegas. As acusações às quais o papa dera inteiro crédito eram referentes ao bispo e os prelados das igrejas incorrerem em práticas de extorsão, recusando ministrar os sacramentos a quem não lhes deixasse em testamento a terça ou uma determinada parte dos seus bens. Talvez houvesse portanto um conflito aberto entre a oligarquia urbana e o bispo que tenha permitido ou pelo menos potenciado os ataques que este tinha vindo a sofrer por parte do rei. O prolongamento deste conflito resultará no lançar do Interdito sobre o reino português no ano de 1231 por um grupo de juízes da Sé apostólica.

## Excomunhão
A 16 de agosto de 1234, D. Sancho II é excomungado pelo mesmo comité de juízes pontifícios que lançara o Interdito em 1231, reunido em Ciudad Rodrigo. Era a consequência natural da Bula Si quam horribile do ano anterior. O eterno e cada vez mais omnipotente chanceler de D. Sancho, Mestre Vicente, é enviado em missão à Cúria Pontifícia, conseguindo assim minorar os efeitos da excomunhão sobre a autoridade de D. Sancho II, prolongando assim o seu reinado.

## Guerra Civil, Deposição e Morte
O isolamento político de Sancho II começa provavelmente em 1232, estando o reino com conturbações internas; Afonso de Castela entra nesse ano pelo Norte do reino em defesa de Sancho II. Resigna também em Roma o bispo de Coimbra, Pedro, aliado de Sancho. 

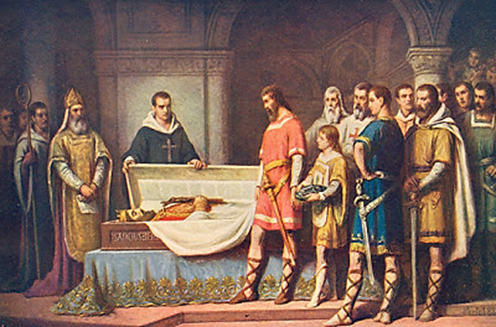
Martim de Freitas, alcaide de Coimbra, faz abrir o túmulo de Sancho II para verificar a sua morte.

D. Afonso, irmão mais novo de Sancho, denuncia em 1245 o casamento de Sancho com Mécia. Nesse mesmo ano a Bula Inter alia desiderabilia prepara a deposição de facto do monarca. O papado, através de duas Breves, aconselha Afonso, Conde de Bolonha, a partir para a Terra Santa em Cruzada e também que passe a estar na Hispânia, fazendo aí guerra ao Islão. A 24 de julho, a Bula Grandi non immerito depõe oficialmente Sancho II do governo do reino, e Afonso torna-se regente. Os fidalgos levantam-se contra Sancho, e Afonso cede a todas as pretensões do clero no Juramento de Paris, uma assembleia de prelados e nobres portugueses, jurando que guardaria todos os privilégios, foros e costumes dos municípios, cavaleiros, peões, religiosos e clérigos seculares do reino. Abdicou imediatamente das suas terras francesas e marchou sobre Portugal, chegando a Lisboa nos últimos dias do ano.
Em 1246, Afonso segura Santarém, Alenquer, Torres Novas, Tomar, Vila de Rei, Alcobaça e Leiria; Sancho II fortifica-se em Coimbra. A Covilhã e a Guarda ficam nas mãos de Afonso. Sancho II procura a intervenção castelhana na guerra civil, depois da conquista de Jaén. Assim, o infante Afonso de Castela entra em Portugal por Riba-Côa a 20 de dezembro, tomando a Covilhã e a Guarda e devastando o termo de Leiria, derrotando a 13 de janeiro de 1247 o exército do Conde de Bolonha. Apesar de não ter perdido nenhuma das batalhas contra o irmão do Rei de Portugal, Afonso de Castela decide abandonar a empresa, levando consigo para Castela El-Rei D. Sancho II, visto que a pressão da Santa Sé aumentava. Embora no Minho continuem partidários de Sancho II e fiquem no terreno as guarnições castelhanas no castelo de Arnoia (seu grande apoiante e anticlerical), o caso encontra-se perdido. D. Sancho II redige o seu segundo e último testamento enquanto exilado em Toledo a 3 de Janeiro de 1248, e morre a 4 desse mesmo mês. Julga-se que os seus restos mortais repousem na catedral de Toledo. 
Afonso III declara-se Rei de Portugal em 1248, já após a morte do seu irmão mais velho, Sancho.

## Conclusões
Na medida em que os conflitos com o clero ocorriam a uma escala maior que a do reino português, eles demonstram uma linha de oposição entre um modelo de sociedade teocrática, tal como o papado desde Gregório VII o vinha propondo e um outro, menos definido, mas que tem o poder dos príncipes como centro e que a recuperação do direito romano virá contribuir para unificar em torno de bases ideológicas mais sólidas. Conflitos entre o rei e os bispos, destes com os seus cabidos, intervenções papais: tudo parece convergir num ponto onde os interesses casuísticos dos grupos se encontram com processos de longa duração que afectam a própria organização social urbana. Mencione-se ainda que as sequelas destas conturbações prolongar-se-ão durante o tempo em que outros estão nos cargos de Bispo acima mencionados.
Os vestígios escritos da chancelaria de Sancho II oferecem um grande número de lacunas por vezes extensas, por exemplo de 1229 a 1235, o que H. Fernandes julga ser fruto de uma provável destruição desta documentação pelo irmão e futuro rei Afonso III. Até ao ano de 1236, o Mestre Vicente é chanceler do rei, maestro da política régia, detendo assim um cargo importante. De 1236 em diante, Sancho II traz frequentemente os seus físicos na Corte, sinal de que provavelmente já se encontrava doente. As pilhagens a partir de 1236 são protagonizadas por bandos de fidalgos com os seus homens.
José Mattoso, no seu artigo sobre a "Crise de 1245", fala numa crescente agitação social, dando para esta a justificação de um crescimento demográfico desequilibrado em relação à expansão territorial. Fala-se também num desequilíbrio conjuntural que impulsiona também o banditismo generalizado, praticado por marginais e não só, havendo também acesas lutas entre nobres e o clero.
Longe de aparecer como um rei fraco ou rex inutilis, em diversas alturas do seu reinado, Sancho II mostrou ter um braço de ferro para tomar posições difíceis, como retaliações sobre os não-cooperantes, a ofensiva sobre os bens e benefícios eclesiásticos, o teste constante da fidelidade que havia ao monarca, entre outros exemplos, seguindo assim um pouco a veia do seu pai falcão.

## Títulos, estilos, e honrarias

### Títulos e estilos
- 8 de Setembro de 1209 – 25 de Março de 1223: "o Infante Sancho de Portugal"
- 25 de Março de 1223 – 4 de Janeiro de 1248: "Sua Mercê, o Rei"

O estilo oficial de D. Sancho II enquanto Rei de Portugal: "Pela Graça de Deus, Sancho II, Rei de Portugal"